# DJK Rimpar
Die Sportgemeinschaft Deutsche Jugendkraft Rimpar e. V. ist ein Sportverein aus Rimpar im unterfränkischen Landkreis Würzburg im Norden Bayerns. Der Verein hat etwa 1400 Mitglieder. Die DJK Rimpar ist Mitglied im DJK-Sportverband e. V., Landesverband Bayern, Diözesanverband Würzburg. Die erste Männer-Handballmannschaft des Vereins trat mehrere Spielzeiten unter dem Namen DJK Rimpar Wölfe in der 2. Handball-Bundesliga an.
Seit August 2022 startet die erste Mannschaft in der 2. Bundesliga unter dem Namen Wölfe Würzburg.

## Geschichte
Hervorgehend aus dem katholischen Burschenverein (Männer ab 18 Jahren) und dem katholischen Jugendverein (Jugendliche unter 18 Jahren) wurde im März 1928 auf Initiative von Kaplan Joseph Stürmer ein Sportverein unter dem Namen DJK Rimpar gegründet. Es wurde Fußball gespielt und eine Turnerriege aufgebaut. 1930 kam eine Rhönradabteilung dazu.
Im Jahr 1934 wurde der Verein durch die NSDAP verboten und aufgelöst. Im Mai 1949 wurde die DJK Rimpar mit den Abteilungen Rhönrad und Turnen unter Kaplan Erich Ziegler wieder ins Leben gerufen. Im Jahr 1953 wurde die Handballabteilung gegründet, 1961 eine Tischtennisabteilung und 1963 eine Abteilung für Damengymnastik. Seit 1968 existiert eine Abteilung Karate, seit 1974 die Turngruppen „Mutter und Kind“ und Kinderturnen. 1979 erfolgte die Gründung der Schwimm- und Skiabteilung. Im Jahr 1980 kamen die Abteilungen Volleyball und Trimm-Trab, 1984 Leichtathletik hinzu. 1986 wurde die Kraftsportabteilung, sowie die Abteilung Seniorensport und Jazzdance ins Leben gerufen, 1991 Bowling und 2005 Badminton.
2014 eröffnete die DJK Rimpar eine in Eigenleistung gebaute Dreifachsporthalle, um Breiten- und Leistungssport in allen Sparten anbieten zu können. und betont eine besondere familiäre Atmosphäre.

## Handball

Vereinslogo DJK Rimpar (Handball)

Vereinslogo Rimparer Wölfe

Nach ersten Anfängen 1951 mit Trainingseinheiten in der Pfarrscheune in Rimpar sowie ersten Freundschaftsspielen 1952 wurde 1953 die Handballabteilung durch Aufnahme des offiziellen Spielbetriebs mit einer Männer-, Jugend- und Schülermannschaft gegründet. Erster Abteilungsleiter war Elmar Remling, Spielertrainer der Männermannschaft Herbert Strauß. Seit dem Bau der Schulturnhalle an der neuen Siedlung 1954 wurde neben Groß- und Kleinfeldhandball auch Hallenhandball gespielt.
Im Jahr 1994 stieg die erste Männermannschaft der DJK Rimpar unter Trainer Adrian Pasula erstmals von der Landes- in die Bayernliga auf, jedoch nach zwei Jahren in der höchsten bayerischen Spielklasse wieder ab.
2007 stiegen die Männer unter dem ehemaligen Nationalspieler und Spielertrainer Heiko Karrer erneut in die Bayernliga auf. In der Saison 2008/2009 erreicht man ungeschlagen die Meisterschaft in der Bayernliga und stieg 2009 in die Regionalliga Süd auf. Aufgrund von Ligaumstrukturierungen scheiterten die Rimparer Handballer als 10. der Regionalliga Süd an der Qualifikation für die neu geschaffene 3. Liga und mussten erneut in die Bayernliga absteigen. Bereits in der folgenden Saison stieg das Team als Meister in die 3. Liga auf und wurde für die Saison 2011/12 in die Staffel Ost eingeteilt.
Seit 2011 tritt die erste Handball-Männermannschaft der DJK Rimpar als „DJK Rimpar Wölfe“ an. Der wirtschaftliche Träger der Männermannschaft ist seitdem die DJK Rimparer Wölfe GmbH. Deren Geschäftsführer ist Roland Sauer.
Zur Saison 2012/13 übernahm Jens Bürkle, nachdem er seine aktive Karriere bei HBW Balingen-Weilstetten beendet hatte, die Mannschaft als Trainer. Gleich in seinem ersten Trainerjahr gelang ihm in der Saison 2012/13 mit der Mannschaft die Meisterschaft in der 3. Liga, Staffel Ost und der damit verbundene Aufstieg in die eingleisige 2. Handball-Bundesliga. Die Saison 2013/14 beendeten die Rimparer Wölfe, angetreten mit dem kleinsten Etat der Liga, auf Platz 14 der Abschlusstabelle.
Im Jahr 2012 wurde die DJK Rimpar von der Handball-Bundesliga im erstmals ausgeschriebenen Wettbewerb „Vorbildliche Talentförderung im Handball-Amateurbereich“ prämiert.
Aufbauend auf die erfolgreiche Jugendarbeit im Verein und im Zuge der weiteren Professionalisierung stieg 2013 die 2. Männermannschaft in die Landesliga und im darauf folgenden Jahr direkt in die Bayernliga auf.
Die erste Damenmannschaft spielt seit dem Abstieg aus der Bayernliga 2009 in der Landesliga Nord.

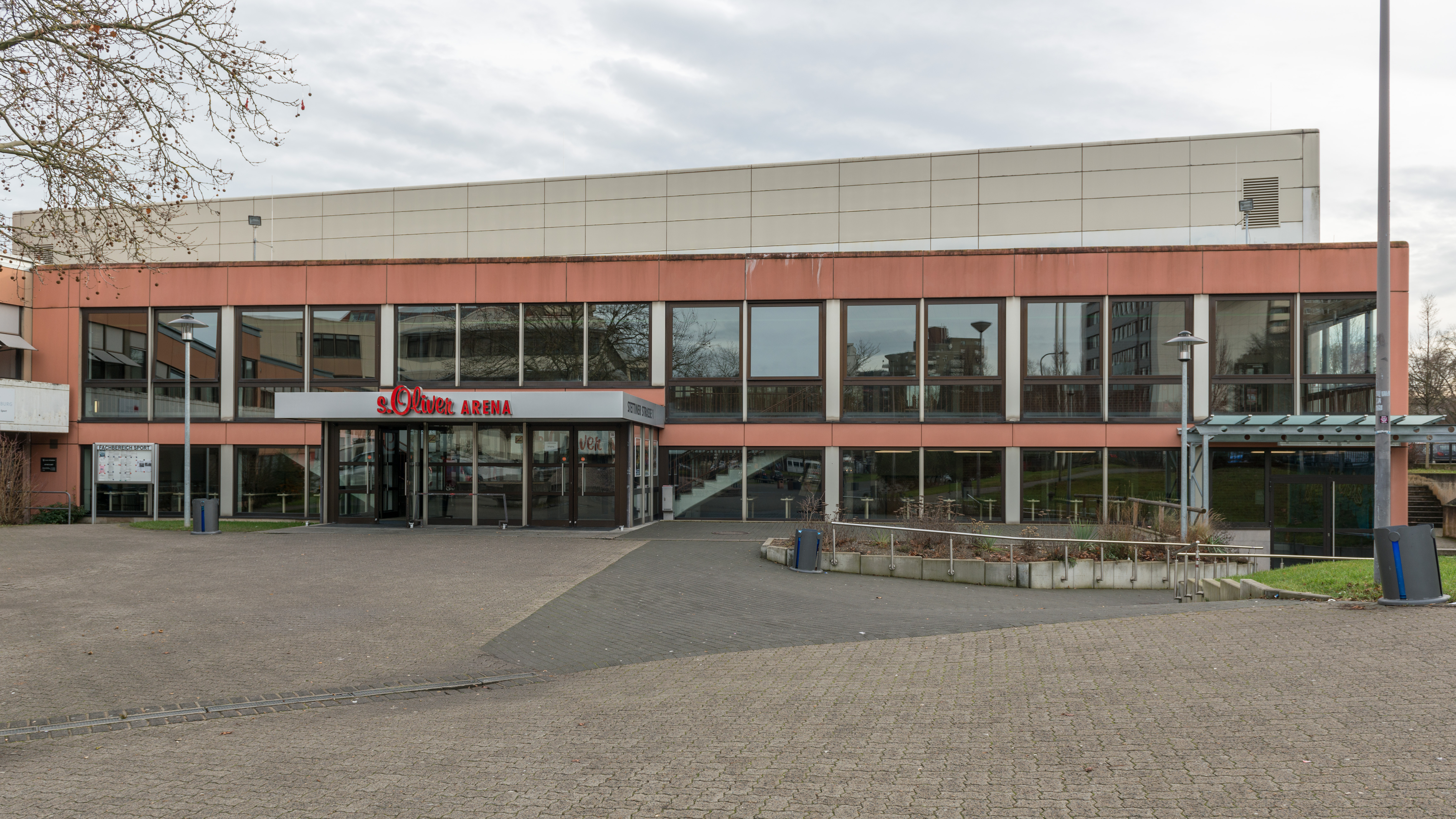
tectake Arena Würzburg

Spielstätte der DJK Rimpar Wölfe ist die tectake Arena in Würzburg, auch Spielstätte der Würzburg Baskets Würzburg. Die tectake Arena hat eine Kapazität von etwa 3000 Zuschauern. Alle weiteren Handball-Mannschaften der DJK Rimpar tragen ihre Heimspiele in der 1.000 Zuschauer fassenden Dreifachsporthalle der Marktgemeinde Rimpar, die unter Einheimischen auch „Hölle Nord“ genannt wird – Rimpar zählte zu Bayernligazeiten noch zu den nördlichsten Vereinen der Liga – sowie in der daneben gelegenen, vereinseigenen DJK Halle aus.
Zur Saison 2014/15 konnte der DJK mit dem 5. Tabellenplatz ihre bisher beste Platzierung erreichen und konnten sogar über mehrere Spieltage die Tabellenspitze halten. Bis zum vorletzten Spieltag wurde um den Aufstieg mitgespielt.
Matthias Obinger wurde zur Saison 2015/16 neuer Trainer als Nachfolger von Jens Bürkle, der zum Erstligisten TSV Hannover-Burgdorf wechselte. Die Saison 2015/16 wurde mit dem 14. Tabellenplatz in der 2. Handball-Bundesliga abgeschlossen, womit sich die Mannschaft zum Verbleib in der Liga in der Saison 2016/17 qualifiziert hat.
Die Saison 2016/17 war die bisher erfolgreichste in der Vereinsgeschichte. Bis zum letzten Spieltag spielte die Mannschaft um den Aufstieg mit. Durch die Niederlage beim VfL Bad Schwartau, während der TV Hüttenberg und die TSG Friesenheim gewannen, rutschte sie von Platz 2 auf Platz 4 ab.
Seither ist der Klassenerhalt ein wesentliches Ziel der Mannschaft. Dennoch kann die Mannschaft immer wieder renommierte Spieler auch aus der ersten Handball-Liga anwerben. 2023 stiegen sie in die 3. Liga ab.

### Nachwuchs
- A-Jugend   Handball-Bundesliga 2022, 2023, 2024